# مستدمية هرية
مستدمية هرية (الاسم العلمي:Haemophilus felis) هي نوع من البكتيريا تتبع جنس المستدمية من فصيلة الباستوريلات.